# Episodi di Due uomini e mezzo (undicesima stagione)
L'undicesima stagione della serie televisiva Due uomini e mezzo, composta da 22 episodi, è stata trasmessa in prima visione assoluta negli Stati Uniti d'America da CBS dal 26 settembre 2013 all'8 maggio 2014.
Questa stagione vede l'ingresso nel cast di Amber Tamblyn nel ruolo di Jenny Harper, figlia segreta di Charlie.
In Italia la stagione è stata trasmessa in prima visione in chiaro da Rai 2 dal 15 agosto al 25 ottobre 2015.
| nº | Titolo originale                         | Titolo italiano                            | Prima TV USA      | Prima TV Italia   |
| -- | ---------------------------------------- | ------------------------------------------ | ----------------- | ----------------- |
| 1  | Nangnangnangnang                         | Tale padre, tale figlia                    | 26 settembre 2013 | 15 agosto 2015    |
| 2  | I Think I Banged Lucille Ball            | Alan ladro d'amore                         | 3 ottobre 2013    | 15 agosto 2015    |
| 3  | This Unblessed Biscuit                   | La tabella dei compiti                     | 10 ottobre 2013   | 22 agosto 2015    |
| 4  | Clank, Clank, Drunken Skank              | Mio dolce melone                           | 17 ottobre 2013   | 22 agosto 2015    |
| 5  | Alan Harper, Pleasing Women Since 2003   | 2003 lezione di spinning                   | 24 ottobre 2013   | 29 agosto 2015    |
| 6  | Justice in Star-Spangled Hot Pants       | La chance                                  | 7 novembre 2013   | 29 agosto 2015    |
| 7  | Some Kind of Lesbian Zombie              | Pugno di ferro in guanto di velluto        | 14 novembre 2013  | 5 settembre 2015  |
| 8  | Mr. Walden, He Die. I Clean Room.        | Il killer                                  | 21 novembre 2013  | 5 settembre 2015  |
| 9  | Numero Uno Accidente Lawyer              | Nessuno è perfetto                         | 5 dicembre 2013   | 12 settembre 2015 |
| 10 | On Vodka, on Soda, on Blender, on Mixer! | L'uomo dei sogni                           | 12 dicembre 2013  | 13 settembre 2015 |
| 11 | Tazed in the Lady Nuts                   | Gita al canyon                             | 2 gennaio 2014    | 19 settembre 2015 |
| 12 | Baseball. Boobs. Boobs. Baseball.        | Sesso robotico                             | 9 gennaio 2014    | 20 settembre 2015 |
| 13 | Bite Me, Supreme Court                   | Spiccare il salto e sperare per il meglio! | 30 gennaio 2014   | 26 settembre 2015 |
| 14 | Three Fingers of Crème de Menthe         | Maschio, maschio!                          | 6 febbraio 2014   | 27 settembre 2015 |
| 15 | Cab Fare and a Bottle of Penicillin      | Lo scroccone dei sentimenti                | 27 febbraio 2014  | 3 ottobre 2015    |
| 16 | How to Get Rid of Alan Harper            | Il ballo del Qua Qua                       | 6 marzo 2014      | 4 ottobre 2015    |
| 17 | Welcome Home, Jake                       | Benvenuto a casa, Jake                     | 13 marzo 2014     | 10 ottobre 2015   |
| 18 | West Side Story                          | West Side Story                            | 3 aprile 2014     | 11 ottobre 2015   |
| 19 | Lan Mao Shi Zai Wuding Shang             | Innamoramento facile                       | 10 aprile 2014    | 17 ottobre 2015   |
| 20 | Lotta Delis in Little Armenia            | Trattamenti vista mare                     | 24 aprile 2014    | 18 ottobre 2015   |
| 21 | Dial 1-900-MIX-A-LOT                     | Chi diavolo è Alan Harper?                 | 1º maggio 2014    | 24 ottobre 2015   |
| 22 | Oh WALD-E, Good Times Ahead              | Colpo di scena                             | 8 maggio 2014     | 25 ottobre 2015   |

## Tale padre, tale figlia
- Titolo originale: Nangnangnangnang
- Diretto da: James Widdoes
- Scritto da: Chuck Lorre e Susan McMartin (soggetto); Don Reo e Jim Patterson e Steve Tompkins (sceneggiatura)

### Trama
Mentre Alan, che ha dovuto chiudere lo studio di chiropratica e ora lavora come assistente di Walden, sta facendo un colloquio per assumere uno stagista, Henry, alla porta di casa si presenta Jenny, una ragazza che sostiene di essere la figlia di Charlie. La ragazza dimostra allo zio di affermare il vero, in quanto anche lei grande bevitrice; inoltre Alan scopre che Charlie fosse sempre stato consapevole della sua esistenza e di essere stato estromesso dalla sua vita dalla madre di Jenny, ma di aver sempre provveduto economicamente a sostenerla con assegni mensili molto generosi. Jenny in seguito conosce Berta ed Evelyn; quando questa e Alan litigano, tuttavia, se ne va dicendo di non voler creare problemi. Loro tre e Walden vanno poi al solito pub, dove Jenny rimorchia una cameriera, dimostrandosi così lesbica e tendente al sesso occasionale, lasciando sbigottiti e presenti mentre Evelyn si rende conto di come la nipote sia uguale al figlio in tutto.

## Alan ladro d'amore
- Titolo originale: I Think I Banged Lucille Ball
- Diretto da: James Widdoes
- Scritto da: Chuck Lorre e Alissa Neubauer (soggetto); Don Reo, Jim Patterson e Jeff Lowell (sceneggiatura)

### Trama
Lindsay torna da Alan per avere una relazione di solo sesso mentre Jenny si trasferisce a casa di Evelyn, ma la convivenza col fidanzato di questa, Marty, si fa subito difficile. Alan tenta di recuperare il rapporto che aveva con Lindsay, ma questa lo convince a lasciare le cose come stanno, mentre Walden riaccoglie in casa Jenny.

## La tabella dei compiti
- Titolo originale: This Unblessed Biscuit
- Diretto da: James Widdoes
- Scritto da: Chuck Lorre e Jim Patterson (soggetto); Don Reo, Matt Ross e Max Searle (sceneggiatura)

### Trama
Berta prende il colpo della strega e Walden e Alan si occupano di lei; i due riflettono sul fatto che forse è giunta l'ora di mandarla in pensione, ma quando Walden le offre di pagarla per non lavorare più lei si risente e si licenzia. Alan e Walden tentano quindi di sostituirla ma alla fine le chiedono scusa e Berta ritorna a lavorare per loro.

## Mio dolce melone
- Titolo originale: Clank, Clank, Drunken Skank
- Diretto da: James Widdoes
- Scritto da: Chuck Lorre e Susan McMartin(soggetto); Jim Patterson, Don Reo e Steve Tompkins (sceneggiatura)

### Trama
Alan e Lindsay escono insieme, ma una loro conoscente, Stephanie, li vede e Lindsay lo obbliga ad uscirci per evitare che sparga la voce; Walden, nel frattempo, comincia ad uscire con Jenny e le sue amiche e una mattina i due si svegliano nudi a letto. Alan e Stephanie finiscono a letto ma quando Lindsay lo scopre se ne va, mentre Walden e Jenny scoprono di aver partecipato ad un'orgia, cui ha preso parte anche Berta, ma di non avere avuto un rapporto sessuale tra loro.

## 2003 lezione di spinning
- Titolo originale: Alan Harper, Pleasing Women Since 2003
- Diretto da: James Widdoes
- Scritto da: Steve Tompkins, Alissa Neubauer e Don Reo (soggetto); Jim Patterson, Jeff Lowell e Jim Vallely (sceneggiatura)

### Trama
Alan conosce Larry, il fidanzato di Lindsay, e usando un nome falso i due fanno rapidamente amicizia; Walden, nel frattempo, spinge Jenny a prendere delle lezioni di recitazione e di non lasciare il suo sogno di diventare un'attrice. Alan viene scoperto da Lindsay ma riesce a farsi perdonare mentre Jenny, avendo avuto un rapporto sessuale con una direttrice di cast conosciuta a lezione, ottiene un provino.

## La chance
- Titolo originale: Justice in Star-Spangled Hot Pants
- Diretto da: James Widdoes
- Scritto da: Don Reo, Susan McMartin e Jon Cryer (soggetto); Jim Patterson, Tim Kelleher e Jeff Lowell (sceneggiatura)

### Trama
Alan e Walden partecipano ad una serata di beneficenza organizzata da Robin e qui incontrano Lynda Carter, l'interprete di Wonder Woman, amica di Robin e idolo di Alan; questi chiede a Walden di organizzare un appuntamento tra i due ma il ragazzo gli risponde che lui non è alla sua altezza. Alan si offende e Walden organizza una cena con Robin e Lynda; a fine serata lei bacia Walden e Alan si arrabbia. I due fanno poi pace proprio mentre Jenny fa uscire di casa le due donne, con cui ha passato la notte.
- Guest star: Lynda Carter (se stessa)

## Pugno di ferro in guanto di velluto
- Titolo originale: Some Kind of Lesbian Zombie
- Diretto da: James Widdoes
- Scritto da: Jim Patterson, Steve Tompkins e Jeff Lowell (soggetto); Don Reo, Matt Ross e Max Searle (sceneggiatura)

### Trama
Alan e Walden rimorchiano due ragazze e quando Lindsay lo scopre la sera dopo gli dice che può farlo tranquillamente; la sera stessa tuttavia lo richiama e gli dice che in realtà non è così. Alan quindi la obbliga a scegliere tra lui e Larry e Lindsay sceglie lui, anche se alla fine ci ripensa per far rimanere il sesso proibito e focoso.

## Il killer
- Titolo originale: Mr. Walden, He Die. I Clean Room.
- Diretto da: James Widdoes
- Scritto da: Chuck Lorre, Jim Patterson e Steve Tompkins (soggetto); Don Reo, Susan McMartin e Saladin K. Patterson (sceneggiatura)

### Trama
Larry scopre che Lindsay lo tradisce e assume un investigatore privato per farla pedinare: giunge così alla conclusione che sia Walden il suo amante. La situazione si fa presto delicata per tutti e in aiuto di Walden giunge Rose, che lo nasconde in un motel. Lindsay riesce infine a placare Larry con una cosa a tre con Jenny, mentre si scopre che il professionista assunto da Larry è proprio Rose.

## Nessuno è perfetto
- Titolo originale: Numero Uno Accidente Lawyer
- Diretto da: James Widdoes
- Scritto da: Don Reo, Tim Kelleher e Nathan Chetty (soggetto); Jim Patterson, Saladin K. Patterson e Jim Valley (sceneggiatura)

### Trama
Walden esce con una modella, Nadine, che non fa altro che farsi del male e Walden se ne occupa. Nel frattempo Alan esce con Paula, una donna che è nata uomo conosciuta in un bar gay in cui lo porta Jenny.

## L'uomo dei sogni
- Titolo originale: On Vodka, on Soda, on Blender, on Mixer!
- Diretto da: James Widdoes
- Scritto da: Don Reo ,Jim Patterson e Jeff Lowell (soggetto); Saladin K. Patterson, Matt Ross e Max Searle (sceneggiatura)

### Trama
Alan conosce la ex moglie di Paula, Rachel, mentre Jenny si innamora di una delle sue ultime conquiste, Brooke. Alan, dopo aver chiesto di uscire con altre a Paula, esce con Rachel, ma quando lei li scopre, ammette di provare ancora qualcosa per la ex moglie, mentre Jenny, grazie all'aiuto di Walden, vede ancora Brooke.

## Gita al canyon
- Titolo originale: Tazed in the Lady Nuts
- Diretto da: James Widdoes
- Scritto da: Tim Kelleher, Jeff Lowell e Jim Vallely (soggetto); Don Reo, Jim Patterson e Steve Tompkins (sceneggiatura)

### Trama
Walden viene avvicinato da Nicole, una sua ex dipendente che gli chiede di far parte del progetto che sta lanciando assieme all'amico Barry, suo grande fan, mentre Alan, su richiesta di Jenny, partecipa ad un'escursione con lei e Brooke, ma durante essa una zecca lo morde sui testicoli. Walden, contravvenendo alle direttive di Nicole, usa un suo codice e viene licenziato per poi baciarla, mentre Brooke aiuta Alan.

## Sesso robotico
- Titolo originale: Baseball. Boobs. Boobs. Baseball.
- Diretto da: James Widdoes
- Scritto da: Don Reo, Susan McMartin e Leslie Shapira (soggetto); Jim Patterson, Matt Ross e Max Searle (sceneggiatura)

### Trama
Larry e Lindsay incontrano Alan al cinema e lo invitano per la sera dopo ad un'uscita a quattro: Alan, rifiutandosi di dire che è gay come Lindsay gli aveva chiesto, finisce per rimanere da solo alla festa per scambisti cui partecipano dopo cena, mentre Walden riesce infine a far funzionare il dispositivo che hanno elaborato e va a letto con Nicole. Alan si consola con la padrona di casa.
- Guest star: Marion Ross

## Spiccare il salto e sperare per il meglio!
- Titolo originale: Bite Me, Supreme Court
- Diretto da: James Widdoes
- Scritto da: Tim Kelleher, Jeff Lowell e Jim Vallely (soggetto); Don Reo, Jim Patterson e Steve Tompkins (sceneggiatura)

### Trama
Marty chiede ad Alan il permesso di sposare Evelyn e tanto lui quanto sua madre accettano. Walden e Alan organizzano quindi l'addio al celibato ma Marty ha un ripensamento, dettato dai suoi precedenti matrimoni falliti: Walden e Alan lo convincono a buttarsi e alla fine la cerimonia si tiene.

## Maschio, maschio!
- Titolo originale: Three Fingers of Crème de Menthe
- Diretto da: James Widdoes
- Scritto da: Don Reo, Jim Patterson e Maria Espada Pearce (soggetto); Steve Tompkins, Saladin K. Patterson e Susan McMartin (sceneggiatura)

### Trama
Jenny e Brooke prendono in giro Walden per la sua scarsa virilità e lui comincia a dedicarsi a lavori di riparazione mentre Alan viene a sapere da Larry che Lindsay l'ha lasciato: Lindsay gli dice allora che se vogliono tornare insieme devono sposarsi, ma Alan non se la sente e si lasciano. Parlando con Larry, Alan decide di tornare da lei ma troppo tardi: arrivato a casa sua, infatti, assiste alla proposta di matrimonio accettata di Larry.

## Lo scroccone dei sentimenti
- Titolo originale: Cab Fare and a Bottle of Penicillin
- Diretto da: James Widdoes
- Scritto da: Jim Patterson, Tim Kelleher e Jim Vallely (soggetto); Don Reo, Matt Ross e Max Searle (sceneggiatura)

### Trama
Alan chiede a Lindsay di sposarlo, usando col suo consenso l'anello che Walden voleva dare a Zoey, ma lei, già fidanzata con Larry, lo rifiuta; cerca quindi conforto in Judith e i due, dopo essersi ubriacati, finiscono a letto insieme e decidono di sposarsi di nuovo. Walden mette in guardia Alan da quello che sarebbe un errore madornale per poi rivelare a Judith che l'amico vuole sposarla solo perché è stato rifiutato da Lindsay, cosa che ovviamente la fa infuriare.

## Il ballo del Qua Qua
- Titolo originale: How to Get Rid of Alan Harper
- Diretto da: James Widdoes
- Scritto da: Saladin K. Patterson, Jim Vallely e Leslie Schapira (soggetto); Don Reo, Jim Patterson e Jeff Lowell (sceneggiatura)

### Trama
Larry chiede ad Alan, che ancora non ha rivelato la verità, di fargli da testimone al matrimonio e lui accetta, generando l'ira di Lindsay; nel frattempo Walden si insospettisce perché Nicole gli dà buca diverse volte. Alan/Jeff conosce quindi Gretchen, la sorella di Larry, e i due si capiscono a meraviglia, mentre Walden e Barry scoprono che Nicole si vede con un uomo: interrogata sul motivo, la ragazza spiega che si tratta di un inviato di Google che propone loro di andare a lavorare sul medesimo progetto a San Francisco. Nicole accetta e saluta Walden, a casa del quale si trasferisce Barry.
- Guest star: Kimberly Williams-Paisley (Gretchen)

## Benvenuto a casa, Jake
- Titolo originale: Welcome Home, Jake
- Diretto da: James Widdoes
- Scritto da: Don Reo, Jim Patterson e Saladin K. Patterson (soggetto); Tim Kelleher, Matt Ross e Max Searle (sceneggiatura)

### Trama
Gretchen e Alan vengono scoperti da Larry e Lindsay ma questi, anziché arrabbiarsi, è felicissimo che il suo migliore amico stia con sua sorella; Walden, nel frattempo, tenta di far trasferire Barry in un appartamento tutto suo. Lindsay, gelosa di Gretchen, ha un rapporto sessuale con Alan mentre Walden si trasferisce temporaneamente nell'appartamento di Barry.
- Guest star: Kimberly Williams-Paisley (Gretchen)

## West Side Story
- Titolo originale: West Side Story
- Diretto da: James Widdoes
- Scritto da: Don Reo, Jim Patterson e Susan McMartin (soggetto); Jeff Lowell, Matt Ross e Max Searle (sceneggiatura)

### Trama
Kate invia una email a Walden e i due vanno a cena: al ristorante, tuttavia, mangiano pesce avariato e passano la notte in bagno, ma non appena si riprendono decidono di rimanere insieme. Alan, costretto da Gretchen a farle vedere casa sua, dopo aver detto addio a Lindsay usa l'appartamento di Barry mentre questi si trasferisce nella sua camera da Walden; il giovane rientra a casa senza preavviso e Alan lo presenta come suo figlio Jimmy.

## Innamoramento facile
- Titolo originale: Lan Mao Shi Zai Wuding Shang
- Diretto da: James Widdoes
- Scritto da: Jeff Lowell, Matt Ross e Max Searle (soggetto); Don Reo, Jim Patterson e Steve Tompkins (sceneggiatura)

### Trama
Kate deve tornare urgentemente a San Francisco e Walden decide che quando tornerà le chiederà di sposarlo; tutti lo mettono in guardia dal farlo e, mentre parla con l'urna di Charlie, arriva a casa sua Vivian, una ragazza con la passione dei viaggi. Walden ne rimane affascinato e i due cenano insieme mentre Alan, dopo aver invitato Gretchen a trasferirsi da lei, viene scoperto: la donna inizialmente se ne va, ma poi decide di dargli una seconda occasione. Kate ritorna ma Walden si rende conto di essere innamorato di Vivian, ma una volta che la raggiunge lo spinge a tornare alla sua vita.
- Guest star: Mila Kunis (Vivian)

## Trattamenti vista mare
- Titolo originale: Lotta Delis in Little Armenia
- Diretto da: James Widdoes
- Scritto da: Don Reo, Steve Tompkins e Saladin K. Patterson (soggetto); Jim Patterson, Tim Kelleher e Jim Vallely (sceneggiatura)

### Trama
Walden si rivolge alla psichiatra per risolvere la sua mania per le relazioni e lei gli consiglia di avere un rapporto sessuale occasionale: l'occasione capita quando Alan comincia a fare massaggi a casa sua. Le donne vanno e vengono ma Alan viene comunque pagato: quando tuttavia Walden lo scopre, si infuria e finge di farlo arrestare dalla insegnante di recitazione di Jenny.

## Chi diavolo è Alan Harper?
- Titolo originale: Dial 1-900-MIX-A-LOT
- Diretto da: James Widdoes
- Scritto da: Jim Patterson, Matt Ross e Max Searle (soggetto); Don Reo, Steve Tompkins e Susan McMartin (sceneggiatura)

### Trama
Walden rintraccia in Colorado la macchina che suo padre gli regalò per il suo sedicesimo compleanno e, assieme a Jenny e Barry, vi si reca per comprarla; nel frattempo Gretchen convince Alan a rivelare a Larry la verità. Lindsay tuttavia gli ordina di non farlo e, dato che le dà ragione, Gretchen si infuria. Alan, alla fine, chiede a Gretchen di sposarlo, rivelando inoltre il suo vero nome, alla presenza di Larry e Lindsay.
- Guest star: Kimberly Williams-Paisley (Gretchen)

## Colpo di scena
- Titolo originale: Oh WALD-E, Good Times Ahead
- Diretto da: James Widdoes
- Scritto da: Don Reo, Jim Patterson, Tim Kelleher e Jim Vallely (soggetto); Steve Tompkins, Jeff Lowell, Matt Ross e Max Searle (sceneggiatura)

### Trama
Gretchen accetta la proposta di matrimonio di Alan; Larry, sebbene annulli il matrimonio con Lindsay, alla fine perdona l'amico. Questi, dopo aver fatto conoscere Gretchen a Evelyn, la quale offre ai due un acconto per una casa nuova come dono di nozze, chiede a Walden di fargli da testimone; durante la cena di famiglia Lindsay, quasi impazzita per aver perso ben due uomini che volevano sposarla, gli dice di volerlo sposare, ma Alan rifiuta. Alan decide di approfittare di tutto l'addobbo e il rinfresco per il matrimonio annullato di Linsday e Larry, col consenso di quest'ultimo, per il proprio con Gretchen, ma Walden rivela accidentalmente a Larry che Alan e Lindsay lo tradivano e lo getta in spiaggia e durante la cerimonia arrivano prima una Lindsay completamente ubriaca vestita da sposa e poi Derek, l'ex marito di Gretchen, avvertito da Lindsay. Gretchen quindi se ne va mentre Alan e Walden si rivelano l'un l'altro di essere felici insieme.
- Guest star: Kimberly Williams-Paisley (Gretchen)